# 葉良俊
葉良俊（英語：Jimmy Ye；1967年—）新加坡創作男歌手、音樂製作人、律師、大學講師。現為新加坡管理大學講師，教授藝術管理。

## 經歷
1993年，發行第一張專輯《把你的愛交給我》。1994年，發行第二張專輯《最真》。1995年，發行第三張專輯《追心》。1996年，發行第四張專輯《我總是聽你說》。1997年，發行第五張專輯《捨得》。於1998年退出樂壇，之後去律師行擔任律師。2015年，復出樂壇推出單曲《你還好嗎？》。同年9月12號，在新加坡濱海藝術中心音樂廳舉行音樂會。曾在第三屆新加坡金曲獎奪得傳媒推薦（本地新人）獎、第五屆新加坡金曲獎憑著《小玩意》奪得最佳本地作曲獎。

## 專輯
| # | 發行日期      | 專輯名             | 曲目 | 唱片公司    |
| - | ------------- | ------------------ | --- | ----------- |
| 1 | 1993年1月1號  | 《把你的愛交給我》 | 曲目 1. 把你的愛交給我 2. 你笑著對我說 3. 流過淚流過汗 4. 在浪漫的午夜輕輕抱著你 5. 重逢 6. Elizabeth (英文版) 7. 心如止水 8. 小心我會愛上你 9. Gonna Make A Change 10. 年輕城市 11. 最愛是你 12. Elizabeth (中文版)                                                 | 索尼音樂    |
| 2 | 1994年4月1號  | 《最真》           | 曲目 1. 我的心亂了 2. 愛你不是愛給別人看 3. 你有沒有試過真愛我 4. 多愛你一回 5. 愛你永遠 6. 夢里有一個你佳過 7. 愛你愛到老 8. Wanted (真情追緝) 9. 我的努力,你看不到 (我的努力,你決斷看得到) 10. Sayonara Goodbye (珍重再見)                                         | 索尼音樂    |
| 3 | 1995年1月1號  | 《追心》           | 曲目 1. 我總是聽你說 2. 有一些愛不等於愛 3. 請為我加油 4. 愛你不是愛給別人看 5. 流過淚流過汗 6. 最愛是你 7. 多愛你一回 8. 把你的愛交給我 9. Sayonara Goodbye 10. Ellzabeth! 11. 小心我會愛上你 12. 我的努力你看不到 13. 我的心亂了 14. 愛你不是愛給別人看 (卡拉音樂) | 索尼音樂    |
| 4 | 1996年1月1號  | 《我總是聽你說》   | 曲目 1. 我總是聽你說 2. 距離 3. 單相思 4. 就讓你決定 5. 還在你左右 6. 還記得 7. 分辨 8. 何必再問 9. 一分鐘的世界 10. 什麽樣的愛你才懂 | 科藝百代    |
| 5 | 1997年1月1號  | 《捨得》           | 曲目 1. 下次如果我們再相愛 2. 散步 3. 1997的愛 4. 風箏 5. 門 6. 要又不要 7. 隨意 8. 以愛為傲 9. 單身 10. 舍得 11. 紮西德勒 | 科藝百代    |
| 6 | 2015年11月2號 | 《你還好嗎？》     | 曲目 1. 你還好嗎？ | Believe Sas |

## 對外作品

### 1995年
- 許美靜 - 一份真（曲）
- 鄭展倫 - 我要（曲）
- 彭羚 - 小玩意（曲）
- 劉德華 - 有心無力（曲）

### 1996年
- 陳秀雯 - 給我一些時間（曲）
- 梁漢文 - 我要先飛（曲）
- 吳慶康 - 體諒（曲）
- 張信哲 - 太想愛你（曲）
- 邰正宵 - 最後一次思念（曲）
- 郭富城 - 感情的事（曲）
- 譚詠麟 - 情在雪天（曲）
- 鄭伊健 - 我的歌（曲）
- 彭羚 - 清水（曲）
- 彭羚 - 在晨曦中出發（曲）
- 于台煙 - 煎熬（曲）

### 1997年
- 辛曉琪 - 女人何苦為難女人（曲）
- 張學友 - 想和你去吹吹風（曲）
- 張學友 - 三天兩夜（曲）
- 張信哲 - 祈禱（曲）
- 張信哲 - Good Love（曲）
- 張信哲 - 男人說法（曲）
- 許志安 - 愛得辛苦（曲）
- 彭羚 - 眼睛濕濕的（曲）
- 彭羚 - 小玩意（國）（曲）
- 梅艷芳 - 一生愛你千百回（曲）

### 1998年
- 古巨基 - 放下（曲）
- 張學友 - 你想不想（曲）
- 鄭中基 - 男人（曲）
- 鄭伊健 - 除非你（曲）
- 鄭伊健 - 感情用事（曲）
- 鄭伊健 - 老天請給我一秒（曲）
- 彭佳慧 - 你心裡的雪停了沒有（曲）
- 彭羚 - 放眼將來（曲）
- 彭羚 - 曾經（曲）

### 1999年
- 張國榮 - 左右手（曲）
- 張國榮 - 春夏秋冬（曲）
- 張國榮 - 全世界只想你來愛我（曲）
- 張信哲 - 怕冷（曲）
- 鄭伊健 - 回憶裡沒有冬季（曲）
- 蔡依林 - 我知道你很難過（曲）
- 蘇永康 - 我不是愛過就算的人（曲）
- 瞿穎 - 入戲（曲）
- 瞿穎 - 男人聽聽女人心（曲）

### 2000年
- 蔡依林 - 什麼樣的愛（曲）
- 蘇有朋 - 逃兵（曲）
- 蘇永康 - 假如我很大膽去愛你（曲）

### 2001年
- 許茹芸 - 再說你也不會懂（曲）

### 2002年
- 周蕙 - 寂寞城市（曲）

### 2007年
- 陳潔儀 - There's No Place I'd Rather To Be（曲）

### 2016年
- 陳潔儀 - 別問我為什麼愛你（曲）
- 陳潔儀 - 錯過不是錯（曲）

## 外部連結
- 葉良俊的Facebook專頁